# Dubaniowice
Dubaniowice (ukr. Дубаневичі) – wieś na Ukrainie położona w obwodzie lwowskim, w rejonie lwowskim (wcześniej w rejonie gródeckim). Zamieszkana przez ok. 1277 osób.

## Historia
Wieś założona w pierwszej połowie XIII wieku.
W 1772, w wyniku I rozbioru Polski, znalazła się pod władzą Austrii.
Od 1772 do 1918 wieś wchodziła w skład autonomicznego Królestwa Galicji i Lodomerii.
W latach 1917–1919 znalazła się na terenie podległym Zachodnioukraińskiej Republiki Ludowej.
W latach 1918–1945 miejscowość administracyjnie należała do powiatu rudeckiego w województwie lwowskim.
We wrześniu 1939 do Dubaniowic wkroczyły oddziały Armii Czerwonej. Cały ten obszar został włączony do Ukraińskiej Socjalistycznej Republiki Radzieckiej.
Od wybuchu wojny ZSRR-III Rzesza (lipiec 1941) wieś została zajęta przez wojska niemieckie po czym przyłączona do Generalnego Gubernatorstwa.
W 1944 r. do Dubaniowic ponownie wkroczyły oddziały Armii Czerwonej. W roku 1945 we wsi rozpoczęto masowe wysiedlenia Polaków.
Od 1991 Dubaniowice znajdują się na terenie Ukrainy.